# Landkreis Breslau

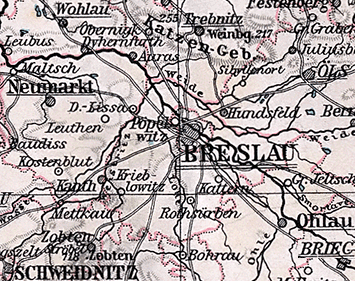
Landkreis Breslau år 1905.

Landkreis Breslau var en preussisk Landkreis i Regierungsbezirk Breslau, provinsen Schlesien, som existerade från 1816 till 1945. 
Landkreis Breslau bestod av bland andra dessa orter: Loheichen, Buchen, Blüchersruh, Eichwall, Brückenfelde, Altenrode, Freienfeld, Schöngarten, Schönwasser, Bergmühle och Trutzflut.
Från 1867 tillhörde Landkreis Breslau Nordtyska förbundet och från 1871 Kejsardömet Tyskland.